# 全国登録教習機関協会
一般社団法人全国登録教習機関協会（ぜんこくとうろくきょうしゅうきかんきょうかい）は、都道府県労働局長登録教習機関で構成される社団法人。略称は全登協。中央労働災害防止協会の会員でもある。元厚生労働省所管。

## 概要
- 所在：東京都港区芝5-27-14　小川ビル6階
- 設立：1980年7月
- 会長：藤井方圀

## 沿革
- 1980年7月 - 全国指定教習機関協会設立
- 1980年12月 - 社団法人化
- 2003年12月 - 労働安全衛生法改正に伴い現名称に改める